# Mormia ignava
Mormia ignava är en tvåvingeart som beskrevs av Quate 1967. Mormia ignava ingår i släktet Mormia och familjen fjärilsmyggor. Inga underarter finns listade i Catalogue of Life.